# День, коли помер Христос
День, коли помер Христос (англ. The Day Christ Died) — американський історичний фільм режисера Джеймса Селлана Джонса про останній день життя Ісуса Христа, знятий 1980 року.

## Опис
Відомий єврейський богохульник відомий під ім‘ям Ісус, постає на судилище перед губернатором Понтієм Пілатом. Той дуже непокоїться через можливі повстання, тож знімає з себе відповідальність, пропонуючи євреям помилувати або Ісуса, або крадія Вараву на честь Паски. «Дайте нам Вараву» — вигукує натовп вирок Ісусу.
Стрічка між тим не тільки біографічна, а й політична: так чітко відстежується паралель між Пілатом і американським президентом Річардом Ніксоном. І ще багато подібних паралелей у політичних колах.

## В ролях
- Кріс Сарандон — Ісус
- Колін Блейклі — Каяфа
- Кейт Мішель — Понтій Пілат
- Джонатан Прайс — Ірод Антипа
- Баррі Готон — Юда Іскаріот
- Джей О. Сандерс — Петро
- Елінор Брон — Марія
- Тім Пігготт-Сміт — Туллій
- Делія Боккардо — Марія Магдалина
- Хоуп Ленг — Клавдія Прокула
- Олівер Коттон — Іван
- Гордон Гостелоу — Никодим
- Гарольд Гольдблат — Анна